# Pas de la Llebre (Abella de la Conca)

El Pas de la Llebre, respecte del terme d'Abella de la Conca

El Pas de la Llebre és una collada situada a 1.064,9 msnm en el límit dels termes municipals d'Abella de la Conca, i d'Isona i Conca Dellà (antic municipi d'Orcau), a la comarca del Pallars Jussà.
És a la carena que separa aquests dos termes municipals i que forma un contrafort sud-occidental de la Serra de Montagut. És a migdia de la Solana de Barbalí.
Aquesta carena és rica en collades per on passaven antics camins de bast i ramaders, actualment ja infrautilitzats. Entre aquests colls es poden trobar, de nord-est a sud-oest, la Collada de Gassó, el Pas la Vena, la Collada del Feixanet, el Pas de la Llebre i la Collada Pelosa
Respecte del terme d'Abella de la Conca, pertany a la partida de les Collades.

## Etimologia
És un topònim romànic modern, amb un primer component, pas, de caràcter descriptiu, i un segon element que cal associar amb les activitats cinegètiques, freqüents a la zona.